# Фролов, Сергей Иванович
Сергей Иванович Фролов (28 июня [10 июля] 1869, Николаев, Николаевское военное губернаторство — 1932, Ленинград) — контр-адмирал Российского Императорского флота.

## Происхождение
Родился в городе Николаев в семье потомственных дворян Екатеринославской губернии, потомственный офицер Российского императорского флота. Его отец, капитан первого ранга (1878), Иван Илларионович Фролов — офицер Черноморского флота Российской империи;
Мать — Елизавета Константиновна, урождённая Карьязи, дочь губернского секретаря. (греческого происхождения).

## Семья
Супруга — Варвара Сергеевна Ставровская, дочь потомственного дворянина, помещика Екатеринославской губернии, отставного поручика Новороссийского 3-го драгунского полка Ставровского Сергея Владимировича (1837—1906), была известна в дореволюционном Санкт-Петербурге сначала как балерина Императорского театра, а после, как умелая фигуристка. Варвара Сергеевна приходилась племянницей Якову Дмитриевичу Малама и кузиной Дмитрию Яковлевичу Малама.
Дочь — Елизавета (в семье называли Лили) 1900—1953 (актриса). Детей у неё не было.
Брат — Леонид (8.09.1870 г. Николаев — 1945 г. Белград, Сербия), офицер Российского императорского флота. Покинул Россию в составе Черноморской эскадры при эвакуации войск барона Врангеля П. Н. в Бизерту, Тунис.

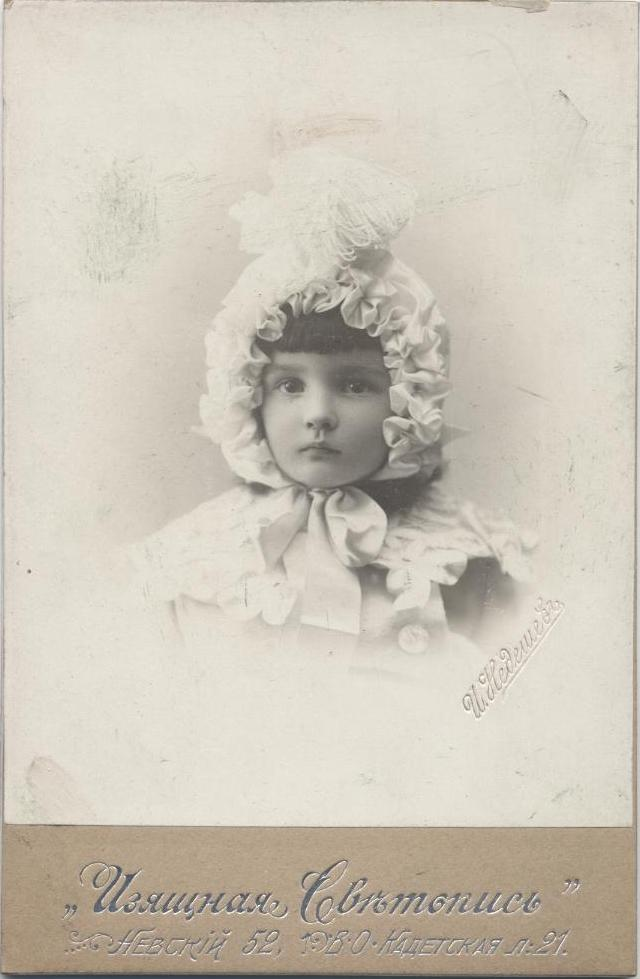
Елизавета (Лили) Сергеевна Фролова
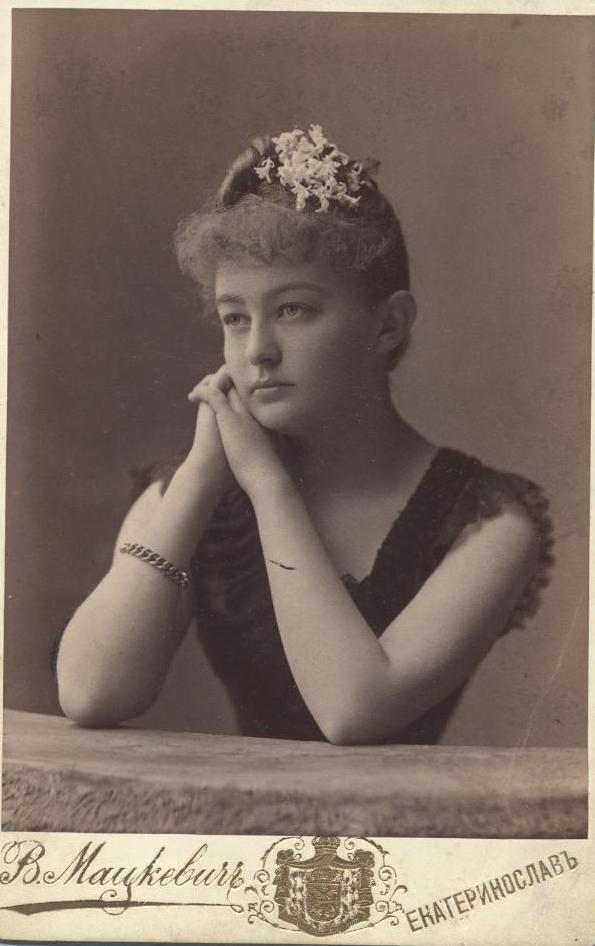
Ставровская В. С. 30.01.1890 - г.Екатеринослав
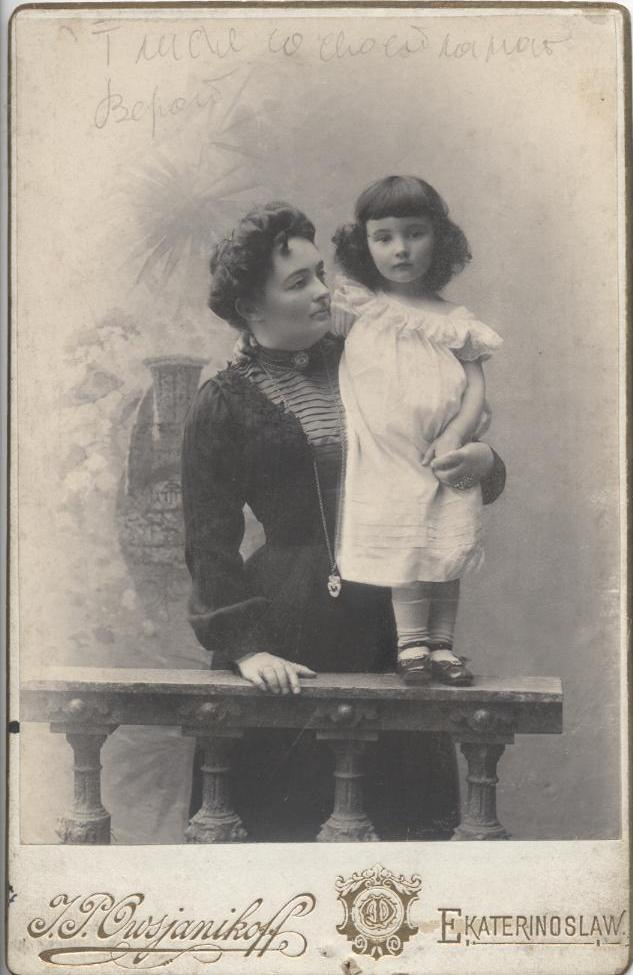
Лили со своей мамой Варварой Сергеевной Фроловой (Ставровской)
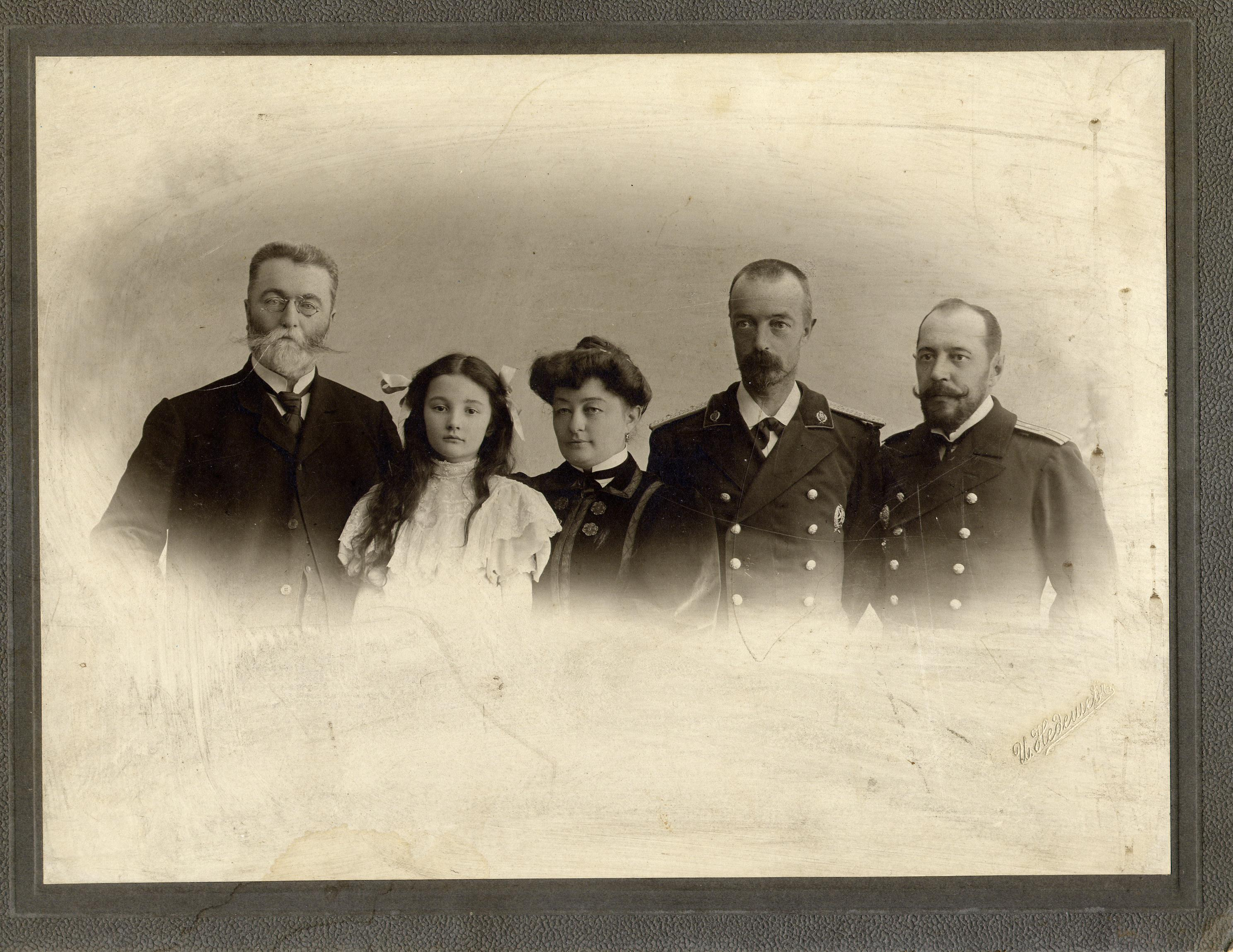
И. С. Ставровский, Л. С. Фролова, В. С. Фролова (Ставровская), К. С. Ставровский, С. И. Фролов

## Служба

Фролов С. И.

Поступил на службу в 1887 году. Окончил Морской кадетский корпус в 1890 году. Получил звание мичман 19 августа 1890 года. Участвовал в заграничном плавании на крейсере «Рында» (1892—1895). 

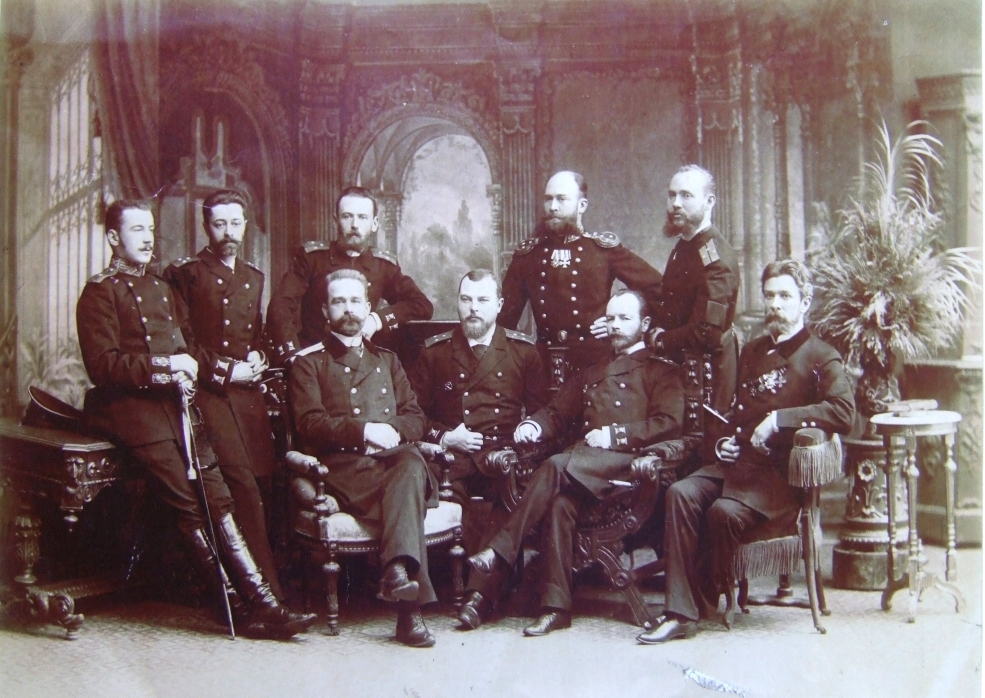
Рында. С. И. Фролов первый слева.

Получил звание лейтенант 14 мая 1896. Окончил минный Офицерский Класс в 1897 году и гидрографическое отделение Морского кадетского корпуса (Николаевский Морской корпус) Санкт-Петербург (1900). Получил должность штурманского офицера 1-го разряда в 1900 году. С 1903 по 1904 года был в заграничном плавании на учебном судне «Океан». Стал старшим офицером вспомогательного крейсера «Кубань» в 1904 году.
Сергей Иванович участвовал в русско-японской войне 1905 года в составе 2-й Тихоокеанской эскадры под командованием адмирала Рожественского. После войны был назначен старшим офицером эскадренного броненосца «Чесма». В 1906 году — флагманский штурман Штаба Командующего, назначенный для плаванья с корабельными гардемаринами (до 1907). Командир учебного судна «Воин» (1908—1912). Одновременно в 1909—1910 годах занимает должность ротного командира Морского Корпуса, затем преподает мореходную астрономию. Начиная с 1914 года, Фролов заведовал Отдельными гардемаринскими классами. Был капитаном строящегося линейного крейсера «Кинбурн» (1915—1917). За отличие по службе получил чин контр-адмирал в 1917.
В 1917—1918 переехал в Киев, когда туда перевели Морской Главный и Генеральный штаб Российского Императорского флота. В советское время — начальник Управления военно-морских учебных заведений (1920—1921), председатель и управляющий делами Военно-морского учебного комитета. Позже стал преподавателем девиации военно-морского подготовительного училища имени М. В. Фрунзе, годичных курсов усовершенствования командного состава.

## Награды
Контр-адмирал Фролов Сергей Иванович был награждён:

- Серебряная медаль «В память царствования императора Александра III» (1896)
- Золотой знак в память 200-летнего юбилея Морского корпуса (1901)
- Светло-бронзовая медаль «В память русско-японской войны» (1906)
- Орден Святого Станислава (Российская империя) 2-й степени (1907) за участие в бою с японским флотом 14-го и 15-го мая 1905 г.
- Тунисский орден Нишан-Ифтикар Орден Славы (Тунис) командорского креста (1907)
- Орден Святой Анны 2-й степени (1910)
- Золотой знак в память окончания полного курса наук Морского Корпуса (1910)
- Медаль «В память 300-летия царствования дома Романовых» (1913)
- Орден Святого Владимира 3-й степени (1914)
- Медаль «В память 200-летия морского сражения при Гангуте» с золотой цепочкой, светло-бронзовая, подвешенная поверх Андреевской ленты (1915)
- Подарок с вензельным изображением Высочайшего Имени (1915)